# زیو ژابوتینسکی
زیو ژابوتینسکی (عبری: זאב ז'בוטינסקי‎) (نام در زمان تولد ولادیمیر یوگنیویچ ژابوتینسکی Влади́мир Евге́ньевич Жаботи́нский) یک رهبر جنبش صهیونیزم، نویسنده، شاعر، سرباز و مؤسس سازمان دفاع از خود یهودی در اودسا بود. او به همراه جوزف ترامپلدور لژیون یهودی ارتش بریتانیا را در جنگ جهانی اول ایجاد کرد و بعداً مؤسس چندین سازمان یهودی دیگر نظیر بیتار، هاتزوهر و ایرگون شد.

## زندگی‌نامه
ژابوتینسکی به نام ولادیمیر یوگنیویچ ژابوتینسکی در اودسا در امپراطوری روسیه به دنیا آمد. خانواده او یهودیان بود که در تلاش برای حل شدن در بین مسیحیان بودند. پدر او یونو ژابوتینسکی که از نیکوپل بود عضو جامعه تاجران روسی بود و بیشتر کار او در تجارت گندم بود. مادر او چاوا زک از بردچیف بود. برادر بزرگتر ژابوتینسکی در کودکی مرد و خواهر او مؤسس یک مدرسه دخترانه در اودسا شد. در سال ۱۸۸۵ خانواده او به دلیل مریضی پدرش به آلمان رفتند و یکسال بعد دوباره به روسیه بازگشتند.
ژابوتینسکی در یک خانواده طبقه متوسط یهودی بزرگ شد و به مدرسه روسی رفت. با اینکه او در کودکی عبری یادگرفت، در خاطرات خود نوشت که بزرگ شدن او جدا از دین و سنت یهودی بوده‌است. چاوا جابوتینسکایا مغازه‌ای در اودسا باز کرد و ولادیمیر کودک را در جیمناسیوم شهر ثبت نام کرد. ژابوتینسکی به دلیل علاقه بیش از حد به روزنامه‌نگاری مدرسه را تمام نکرد. در سال ۱۸۹۶ او شروع به نوشتن مطالب برای یکی از بزرگترین روزنامه‌های اودسا به نام دفترچه اودسا کرد. او مقالات خود را به نام مستعار آلتالنا می‌نوشت. او از دانشگاه رم در رشته وکالت فارغ‌التحصیل شد و در بازگشت به روسیه به صنف وکالت وارد شد. او بعدها شروع به نوشتن مقالات روزنامه به زبان‌های عبری، ییدیش و روسی نمود. او در سال ۱۹۰۷ با یوهانا ازدواج کرد. این ازدواج یک فرزند به نام آری ژابوتینسکی داشت که بعدها عضو گروه برگسون شد که از ایرگون تقلید می‌کرد.

## فعالیتهای صهیونیستی در روسیه
قبل از حمله به یهودیان در سال ۱۹۰۳، ژابوتینسکی به جنبش صهیونیسم ملحق شد و به خاطر توانایی سخنرانی و رهبری مورد توجه قرار گرفت. به دلیل حمله‌های پیاپی به یهودیان، او تصمیم گرفت که یک گروه شبه نظامی یهودی ایجاد کند که در برابر حمله به یهودیان از آن‌ها محافظت کند. او به خاطر این اعمال در بین یهودیان روسیه بسیار بحث‌برانگیز بود. در این زمان او شروع به یادگیری عبری مدرن (نه توراتی) کرد و نام عبری زیو به معنی گرگ را برای خود انتخاب نمود. او شروع به مسلح کردن یهودیان و تدریس تیراندازی به آنان نمود. در سال ۱۹۰۳ او به عنوان نماینده روسیه در ششمین کنگره صهیونیزم در باسل سوئیس بود. بعد از مرگ تئودور هرتزل در سال ۱۹۰۴ او رهبر یهودیان صهیونیزم جناح راست شد. او سپس به روسیه بازگشت و اولین روزنامه صهیونیستی به نام زندگی یهودی را چاپ کرد. در این روزنامه او مقالات شدیدی علیه حل شدن در بین مسیحیان نوشت. در سال ۱۹۰۶ او سخنران اصلی کنفرانس روسی صهیونیسم در هلسینکی شد.
در سال ۱۹۰۹ او مقالات تندی علیه رهبران یهودی که در جشن‌های تقدیر نویسنده روسی نیکولای گوگول شرکت کرده بودند نوشت و آن‌ها را به دلیل حضور در این جشن‌ها به دلیل یهودستیزی گوگول مقصر دانست.

## در عرصه نظامی
در زمان جنگ جهانی اول او ایده ایجاد یک لژیون یهودی را که به همراه انگلیسی‌ها علیه عثمانی در فلسطین جنگ کند داشت. او به همراه جوزف ترامپلدور گروه صهیون را ایجاد کرد که از مردان یهودی اکثراً روسی تشکیل شده بود. در سال ۱۹۱۷ دولت انگلستان با تشکیل رسمی لژیون یهودی موافقت کرد؛ ولیکن در سال ۱۹۱۹ انگلستان دستور متوقف شدن لژیون یهودی را داد و زیو از اینکار به دولت انگلستان شکایت کرد؛ ولیکن در این سال لژیون یهودی متوقف شد و او از ارتش بازنشسته شد.
بعد از اینکه او از ارتش انگلستان کنارگذاشته شد او به تدریس جنگ به یهودیان پرداخت. در زمان شورش‌های سال ۱۹۲۰ در فلسطین نیروهای انگلستان به خانه چایم وایزمن رفته و در این خانه تعداد زیادی اسلحه متعلق به گروه ژابوتینسکی یافتند. در اثر این اتفاق ۱۹ نفر دستگیر شدند ولیکن ژابوتینسکی به نیروهای انگلیسی شکایت کرد که تنها او مقصر است و بقیه باید آزاد شوند. ژابوتینسکی نیز دستگیر شد و به نوزده نفر ملحق شد. او به پانزده سال زندان محکوم شد ولیکن بعد از چند ماه دولت انگلستان تمامی آن‌ها را بخشید. کمیته‌ای در بین یهودیان صهیونیست برای تحقیق در مورد شورش‌ها شکل گرفت و آن‌ها بلشویسم را مقصر شناختند.

## ایجاد جنبشهای اجتماعی
در سال ۱۹۲۰ ژابوتینسکی به انجمن نمایندگان فلسطین انتخاب شد. در سال بعد او عضو شورای عملیاتی سازمان صهیونیسم شد. او همچنین مؤسس جنبش کرن هیسود بود و به سمت رئیس پروپاگاندای آن انتخاب شد؛ ولیکن به دلیل اختلاف‌ها بین او و چایم وایزمن او حزب جدیدی به نام تجمع صهونیستهای نجدیدنظرگرا تأسیس کرد. بیشتر تلاش او در جهت تأسیس یک کشور یهودی به کمک امپراطوری بریتانیا بود. ایده‌آل او از کشور یهودی با صهیونیستها کاری در تضاد بود که اعتقاد داشتند که یهودیان باید به مدل سوسیالیست در کشور یهودی زندگی کنند. او اعتقاد به نوع دولتی شبیه دولت بریتانیا داشت. بیشتر طرفداران ژابوتینسکی در لهستان و لاتویا بودند.
در بین سال‌های ۱۹۲۳ تا ۱۹۳۶ ژابوتینسکی شروع به نوشتن کتاب کرد. در سال ۱۹۳۰ در زمانی که در آفریقای جنوبی بود توسط نیروهای انگلیسی اطلاع یافت که اجازه بازگشت به فلسطین را ندارد.
در سال‌های ۱۹۳۰ ژابوتینسکی به شدت نگران یهودیان در لهستان، مجارستان و رومانی بود. او برنامه‌ای برای تخلیه ناگهانی تمامی این یهودیان و انتقال آن‌ها به فلسطین تهیه کرد. ژابوتینسکی با سران دولت‌های لهستان، مجارستان و رومانی ملاقات کرد و تأیید آن‌ها را برای برنامه تخلیه خود گرفت؛ ولیکن این برنامه در بین یهودیان لهستان با سئوال روبرو شد زیرا آنان اعتقاد داشتند که فرار آن‌ها همان چیزی است که یهودستیزان لهستانی می‌خواهند. این برنامه قرار بود در ده سال اجرا شود ولیکن دولت انگلستان آن را وتو کرد و چایم وایزمن در سازمان یهودیان دنیا نیز آن را رد کرد. ژابوتینسکی به شدت در این زمان مقالاتی در مورد یهودستیزی در لهستان و آماده بودن آن برای انفجار نوشت. در مورد اینکه آیا ژابوتینسکی هولوکاست را پیش‌بینی کرده بود اختلاف نظر وجود دارد.

## شورش علیه انگلیسیان
در سال ۱۹۳۹ دولت انگلستان نامه مکدونالد وایت را نوشت که در آن مهاجرت یهودیان به فلسطین محدود به ۷۵۰۰۰ نفر در ۵ سال آتی شد. دولت انگلستان نوشت که مهاجرت بعدی یهودیان وابسته به نظر عرب‌ها است. به علاوه این دستور فروش زمین به یهودیان را محدود می‌کرد. ژابوتینسکی از این دستور برآشفت و به پیروانش دستور شورش مسلحانه در فلسطین داد. ژابوتینسکی برای انجام این برنامه از گروه ایرگون کمک گرفت. او پیشنهاد کرد که یهودیانی که توسط دولت انگلستان غیرقانونی دانسته می‌شوند به تل آویو برده شوند. سپس در ۲۴ ساعت تمامی سازمان‌های دولتی انگلستان در فلسطین به زور تصرف شود. سپس در این زمان رهبران صهیونیسم در انگلستان و آمریکا اعلام استقلال کشور یهودی را بنمایند. با اینکه رهبران ایرگون از ایده ژابوتینسکی استقبال کردند ولیکن اعتقاد داشتند که تلفات یهودی در این برنامه زیاد است. ایرگون سرانجام با این برنامه موافقت کرد و آن را برای تأیید به رهبر خود دیوید رازیل که توسط انگلیسی‌ها زندانی شده بود داد؛ ولیکن شروع جنگ جهانی دوم در سپتامبر ۱۹۳۹ این برنامه را منحل کرد.
ژابوتینسکی در سال ۱۹۴۰ در زمانی که از نیویورک دیدن می‌کرد درگذشت. دلیل دیدن او از نیویورک بازدید از یک کمپ گروه بتار بود. او در نیویورک دفن شد.

## سخنان معروف

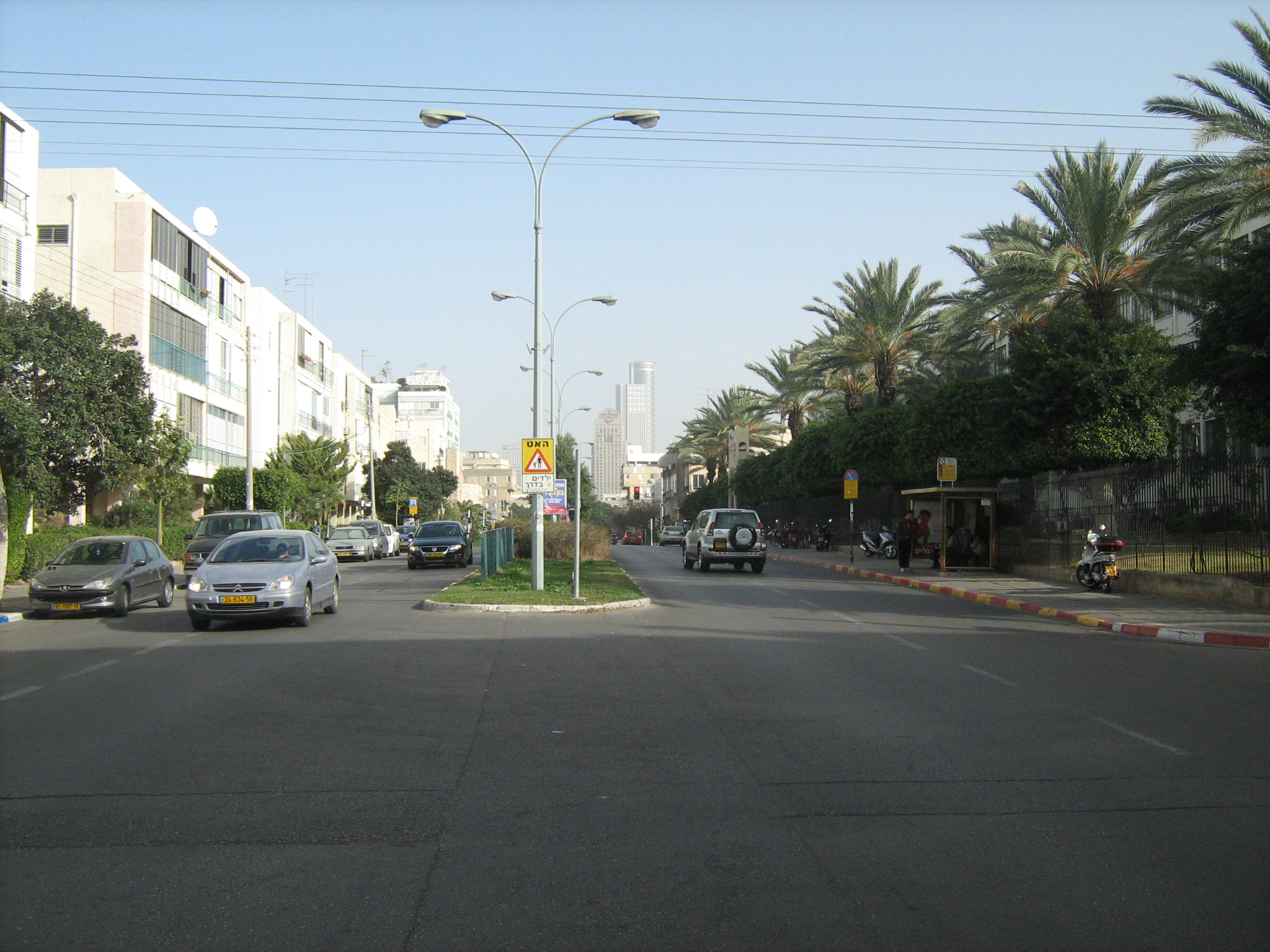
نمایی از خیابان ژابوتینسکی در هستهٔ مرکزی تل‌آویو که به افتخار زیو ژابوتینسکی نام‌گذاری شده‌است.

- یک یهودی که در بین آلمانی‌ها زندگی کند و رسم و رسوم آن‌ها را فراگیرد. ممکن است به ظاهر آلمانی شود ولیکن اصل هسته او همچنان یهودی باقی خواهد ماند؛ زیرا خون او و بدن او و نژاد او یهودی است. برای یک فرد غیرممکن است که بتواند در بین کسانی که خون دیگری دارند حل شود. برای حل شدن، او باید بدن خود را عوض کند، او باید مانند آن‌ها شود، در خون. حل شدن تا زمانی که ازدواج بین نژادی وجود نداشته باشد بیمعنی است.[نیازمند منبع]